# Чемпіонат Галичини з футболу 1943
Краєва ліга Галичини з футболу 1943 — футбольний турнір за участю 8 найсильніших українських команд Галичини, проведений 1943 року під егідою Українського центрального комітету.

## Перебіг
У лізі грали 8 команд у два кола. Чотири з них — «Дністер» (Самбір), «Скала» (Стрий), «Сян» (Перемишль) і «Україна» (Львів) — були відомі ще з міжвоєнних років, решту створено вже з приходом німецької влади. Під час змагань відбулася реорганізація однієї із львівських команд: «Гарбарня» об'єдналася з командою фабрики «Ґазетт», утворивши Українське Тіловиховне Товариство «Сила».
Чемпіонат розпочався 11 квітня матчами у Львові та Стрию. Зі старту лідерство захопила стрийська «Скала» — після завершення першого кола стрияни посідали перше місце з 14 очками, здобувши перемоги в усіх 7 матчах (різниця м'ячів: 30-7). За «Скалою» розташовувалися львівські «Україна» з 10 очками та «Гарбарня» з 8-ми очками. Друге коло «Скала» провела гірше, але зуміла відстояти перше місце. Турнір завершено у жовтні.

## Турнірна таблиця
| М | Команда              | 1   | 2   | 3    | 4   | 5   | 6    | 7   | 8   | І  | Пм | Н | Пр | М'ячі | О  |
| - | -------------------- | --- | --- | ---- | --- | --- | ---- | --- | --- | -- | -- | - | -- | ----- | -- |
| 1 | «Скала» Стрий        | —   | 4-3 | 4-0  | 1-1 | 4-3 | 9-1  | +:- | 5-0 | 14 | 10 | 3 | 1  | 45-16 | 23 |
| 2 | «Україна» Львів      | 3-0 | —   | 10-0 | 2-1 | 6-2 | 7-1  | 7-1 | 8-1 | 14 | 9  | 2 | 3  | 61-23 | 20 |
| 3 | «Сян» Перемишль      | 0-3 | 2-2 | —    | 1-1 | 4-2 | 10-3 | 8-0 | 8-1 | 14 | 9  | 2 | 3  | 53-30 | 19 |
| 4 | «Сила» Львів         | 0-1 | 3-2 | 1-7  | —   | 0-2 | 4-1  | 3-1 | 5-1 | 14 | 7  | 3 | 4  | 30-22 | 17 |
| 5 | «Дністер» Самбір     | 1-1 | 4-1 | 1-4  | 2-3 | —   | 1-3  | 4-1 | 4-0 | 14 | 5  | 3 | 6  | 32-31 | 13 |
| 6 | УССК Львів           | -:+ | 0-3 | 1-3  | 0-0 | 1-1 | —    | 1-3 | 3-1 | 14 | 4  | 2 | 8  | 19-45 | 10 |
| 7 | «Довбуш» Коломия     | 0-3 | 3-3 | 1-6  | 1-6 | 2-2 | -:+  | —   | 1-1 | 14 | 1  | 3 | 10 | 17-55 | 5  |
| 8 | «Черник» Станиславів | 4-4 | 1-4 | 0-0  | 0-2 | 1-3 | 0-1  | 5-3 | —   | 14 | 1  | 3 | 10 | 16-51 | 5  |